# Belgica Prima
Belgica Prima (letterlijk: Eerste Belgica) was een Romeinse provincie, die in 297 was ontstaan doordat de provincie Gallia Belgica nog eens in tweeën werd gedeeld. Het andere deel was Belgica Secunda; twee eerdere afsplitsingen in 89-90 n.Chr. hadden de namen Germania Inferior en Germania Superior. Belgica Prima behoorde tot het diocees Gallia. 
Tijdens de Grote Volksverhuizing in de 5e eeuw verdween Belgica Prima; het grondgebied ging op in het Frankische Rijk.

## Civitates en plaatsen
Belgica Prima omvatte de Ardennen in de meest ruime betekenis, met de volgende civitates : 
- Civitas Treverorum, hoofdstad Augusta Treverorum, nu Trier in Duitsland
- Civitas Leucorum, hoofdstad Tullum Leucorum, nu Toul in Frankrijk
- Civitas Mediomatricorum, hoofdstad Divodurum, nu Metz in Frankrijk
- Civitas Verodunensium, hoofdstad Virodunum of Verdunum (nieuwe stad uit de 4e eeuw), nu Verdun in Frankrijk.

Verder is ook nog Orolaunum bekend, nu Aarlen in België.